# چوی یه نا
چوی یه نا (کره‌ای: 최예나؛ زادهٔ ۲۹ سپتامبر ۱۹۹۹) که بیشتر با نام هنری یه‌نا (انگلیسی: Yena) شناخته می‌شود، خواننده و بازیگر اهل کره جنوبی است. او قبلاً عضو گروه دخترانهٔ آیز*وان بوده‌است. او پس از اینکه در برنامهٔ رقابتی شبکهٔ ام‌نت به نام پرودوس ۴۸ در جایگاه چهارم قرار گرفت، عضو این گروه شد. او اکنون به عنوان بازیگر و خواننده انفرادی فعالیت می‌کند. او به عنوان خواننده انفرادی در ۱۷ ژانویه و از طریق انتشار ئی‌پی اسمایلی فعالیت خود را آغاز کرد.

## اوایل زندگی
چوی یه نا در ۲۹ سپتامبر ۱۹۹۹ در سئول، کره جنوبی به دنیا آمد. او خواهر کوچکتر خواننده و بازیگر چوی سونگ-مین است. او در کودکی به لنفوم مبتلا شد.

## ترانه‌شناسی

### آلبوم‌های چندآهنگه
| عنوان     | جزئیات                                                                                 | بالاترین موقعیت جدول | فروش           |
| عنوان     | جزئیات                                                                                 | کره جنوبی            | فروش           |
| --------- | -------------------------------------------------------------------------------------- | -------------------- | -------------- |
| اسمایلی   | - انتشار: ۱۷ ژانویه ۲۰۲۲ - ناشر: یه‌هوا انترتینمنت - قالب: سی‌دی، دانلود دیجیتال، استریم | ۲                    | - KOR: 123,302 |
| اسمارت‌فون | - انتشار: ۳ اوت ۲۰۲۲ - ناشر: یه‌هوا انترتینمنت - قالب: سی‌دی، دانلود دیجیتال، استریم     | ۳                    | - KOR: 130,041 |

### تک‌آهنگ‌ها
| عنوان                      | سال  | بالاترین موقعیت جدول | بالاترین موقعیت جدول | آلبوم     |
| عنوان                      | سال  | KOR Circle           | KOR Billb.           | آلبوم     |
| -------------------------- | ---- | -------------------- | -------------------- | --------- |
| «اسمایلی» (با همکاری بی‌بی) | ۲۰۲۲ | ۸                    | ۹                    | اسمایلی   |
| «اسمارت‌فون»                | ۲۰۲۲ | ۱۱۹                  | —                    | اسمارت‌فون |